# Peter Volkwein
Peter Volkwein (* 1948 in Körle; † 21. August 2002) war ein deutscher Künstler, Wissenschaftler, Ausstellungskurator und Museumsdirektor.

## Werdegang
Peter Volkwein studierte von 1972 bis 1977 an der Gesamthochschule Kassel am Fachbereich Visuelle Kommunikation bei Rainer Kallhardt Ausstellungswesen und Vermittlungstechniken. Volkwein war Mitglied im Kunstverein Ingolstadt und konzipierte und organisierte für diesen Ausstellungen von 1974 bis 1990, ab 1981 betreute er die Sammlung Konkrete Kunst von Eugen Gomringer. Diese Sammlung – 1982 von der Stadt Ingolstadt erworben – bildete den Grundstock des Museums für Konkrete Kunst Ingolstadt, das 1992 eröffnet wurde. Volkwein war Gründungsdirektor und langjähriger Leiter des Museums. Er gab Ausstellungskataloge über Künstler wie Pius Eichlinger, Käte Krakow, Knut Schnurer, Josef Neuhaus, Diet Sayler, Ben Muthofer, Sjoerd Buisman und Rudolf Jahns heraus.
Von 1978 bis 1979 war er Dozent für Multivisionstechniken an der Gesamthochschule Kassel.

## Publikationen
- Kulturamt der Stadt Ingolstadt (Hrsg.): Alois Schölß. Retrospektive 1926–1985. Katalog zur Ausstellung im Herzogskasten Ingolstadt, 8. bis 29. Dezember 1985. Ingolstadt 1985. mit Beiträgen von Peter Volkwein und Michael Schölß
- Museum für Konkrete Kunst Ingolstadt. In: Josef Linschinger (Hrsg.): Bild Buch Konkrete Kunst. Konstruktive Strömungen. Ottenhausen Verlag, Piesport 1991, ISBN 3-922760-38-4, S. 87–92.
- Peter Volkwein (Hrsg.): eugen gomringer. konkrete poesie. Galerie im Stadttheater, Ingolstadt 1992.
- Peter Volkwein (Hrsg.): Museum für Konkrete Kunst Ingolstadt. Edition Braus, Heidelberg 1993, ISBN 978-3-894660-45-1.
- Peter Volkwein (Hrsg.): Diet Sayler, Basis-Konzepte. Museum für Konkrete Kunst, Ingolstadt 1994
- Museum für konkrete Kunst, Ingolstadt u. a. (Hrsg.): Werner Bauer – Licht ordnen. Arbeiten 1969–1995. Ausstellungskatalog, mit Texten von Peter Volkwein, Eugen Gomringer, Georg-W. Költzsch, Lorenz Dittmann und Cornelia Langerwaard. Ingolstadt 1995.
- Museum für Konkrete Kunst, Peter Volkwein (Hrsg.): Pius Eichlinger. Mit einem Vorwort vom ehemaligen Oberbürgermeister Peter Schnell. 1995.
- Peter Volkwein (Hrsg.): An Kunst glauben, von Kunst träumen. Walter Vitt zum 60. Geburtstag. Ingolstadt 1996.
- Peter Volkwein (Hrsg.): Manfred Mohr – space.color. Museum für Konkrete Kunst Ingolstadt, Ingolstadt 2001.
- Städtische Galerien Ingolstadt, Peter Volkwein (Hrsg.): Käte Krakow. Retrospektive.